# Kjell Westö
Kjell Westö (Helsínquia, 6 de agosto de 1961) é um escritor e jornalista finlandês. Em 2006, Westö venceu o prestigiado Prémio Finlandia por seu romance Där vi en gång gått.

## Trabalhos
- Tango orange (1986)
- Epitaf över Mr. Nacht (1988)
- Avig-Bön (1989; sob o pseudônimo Anders Hed)
- Utslag och andra noveller (em finlandês:  Merkitty ja muita novelleja; 1989)
- Fallet Bruus. Tre berättelser (em finlandês:  Tapaus Bruus ja muita kertomuksia; 1992)
- Drakarna över Helsingfors (em finlandês:  Leijat Helsingin yllä; 1996)
- Metropol (1998; com Kristoffer Albrecht)
- Vådan av att vara Skrake (em finlandês:  Isän nimeen; 2000)
- Lang (2002)
- Lugna favoriter (em finlandês:  Rennot suosikit – Kertomuksia 1989–2002; 2004)
- Där vi en gång gått (em finlandês:  Missä kuljimme kerran; 2006)

## Prêmios
- Thanks for the Book Award 1997
- De Nios Vinterpris 2001
- Prémio Finlandia 2006